# 6413 Iye
6413 Iye è un asteroide della fascia principale. Scoperto nel 1993, presenta un'orbita caratterizzata da un semiasse maggiore pari a 2,2572251 UA e da un'eccentricità di 0,1119597, inclinata di 4,79710° rispetto all'eclittica.